# Parapterulicium subarbusculum
Parapterulicium subarbusculum är en svampart som beskrevs av Corner 1952. Parapterulicium subarbusculum ingår i släktet Parapterulicium och familjen mattsvampar.   Inga underarter finns listade i Catalogue of Life.